# Horka (Rybník nad Radbuzou)
Horka  (deutsch Putzbühl) ist eine Wüstung in der Gemeinde Rybník nad Radbuzou (deutsch Waier) im westböhmischen Okres Domažlice in Tschechien.

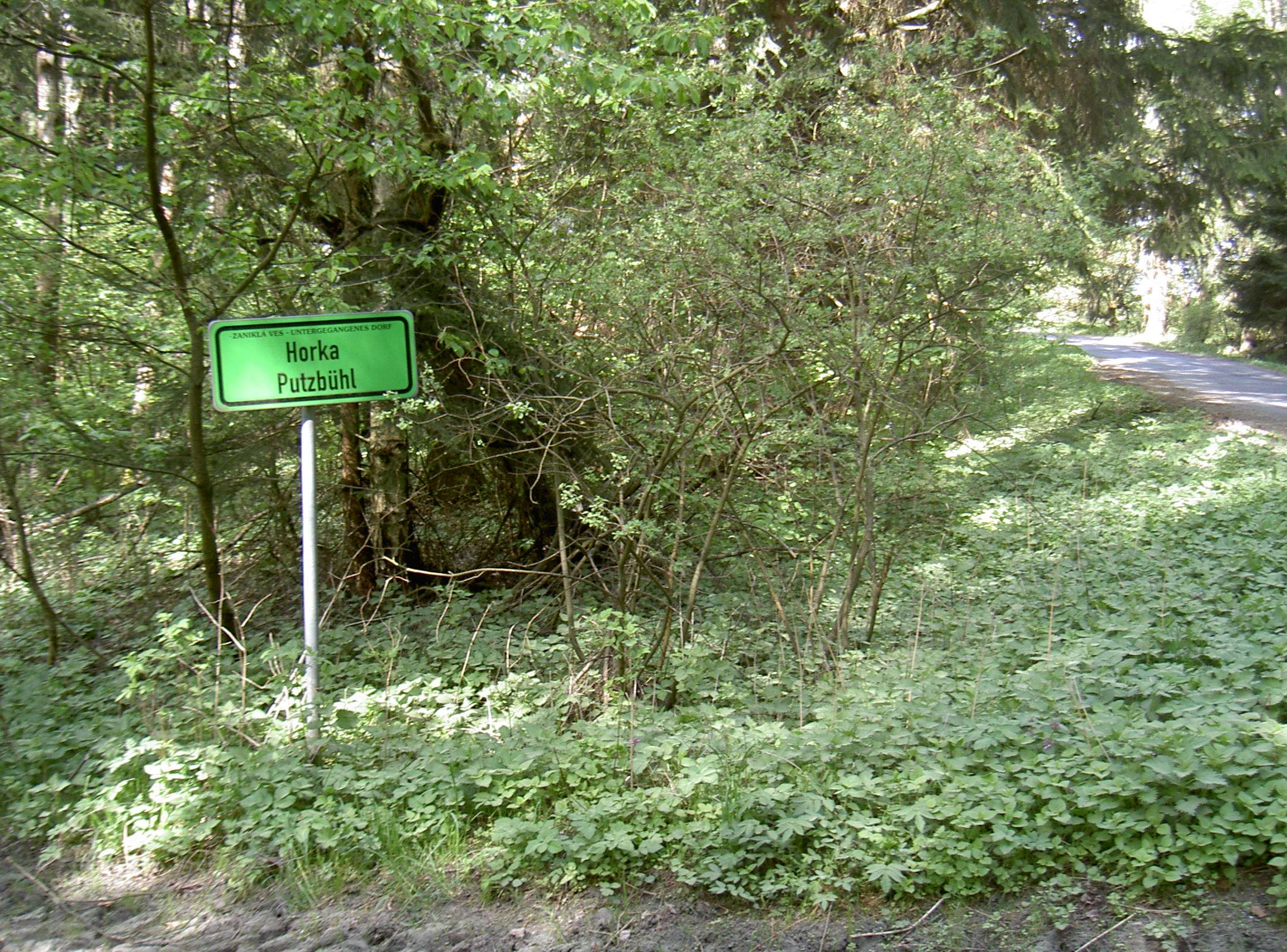
Horka – Putzbühl

## Geographie
Das kleine Dorf Putzbühl lag etwa 4 km westlich von Muttersdorf und 2,7 km nordöstlich von Waier.
Die Radbuza befindet sich ungefähr 1,5 km entfernt im Tal westlich von Putzbühl.
Bei Putzbühl entspringt das Groß Gorschiner Wasser, wird bei Groß Gorschin zu einem Teich aufgestaut und mündet 750 m weiter westlich in die Radbuza.

## Geschichte
Putzbühl wurde 1675 erstmals schriftlich erwähnt: Ödung der Wittibin Margareta Spörlin, Beim Buz Pichl liegend.
Es war Teil von Klein Gorschin und gehörte zum Gut Schwanenbrückl der Herren von Wiedersperg.
In den Matriken von 1682 wurde Putzbühl abwechselnd auch als Finkenbühl bezeichnet.
Es bekam 1784 eine eigene Taufmatrik.
Als Besitzer in Putzbühl wurden 1788 Stefan Pechtl und Johann Hilpert genannt.
Das Dorf gehörte zur Gemeinde Groß Gorschin.
Die Kinder gingen nach Waier zur Schule.

## Bevölkerungsentwicklung
| Jahr | Einwohner   | Anmerkungen |
| ---- | ----------- | ----------- |
| 1784 | 11          | 2 Häuser    |
| 1832 | 34          | 5 Häuser    |
| 1851 | 46          |             |
| 1890 | 37          |             |
| 1900 | 39          |             |
| 1910 | 33          | 6 Häuser    |
| 1921 | 32          |             |
| 1930 | 31 Deutsche | 6 Häuser    |